# Slutjaj s Polyninym
Slutjaj s Polyninym (russisk: Случай с Полыниным) er en sovjetisk spillefilm fra 1970 af Aleksej Sakharov.

## Medvirkende
- Anastasija Vertinskaja som Galina Prokofjeva
- Oleg Jefremov som Polynin
- Oleg Tabakov som Viktor Balakirev
- Aleksandr Khanov
- Georgij Burkov som Gritsko